# Église Notre-Dame de Rentières
L'église Notre-Dame de Rentières est une église catholique située à Rentières, dans le Puy-de-Dôme en France.

## Historique
Il s'agit d'une ancienne église romane dont subsistent seulement quelques éléments, tels que des fragments de colonnes et des chapiteaux. Largement remaniée au XIIIe siècle, elle a vu l'ajout de deux chapelles au XIVe siècle. L'église relevait de l'abbaye de Blesle.
À l'extérieur, la partie supérieure du clocher-porche semble avoir été modifiée au XIXe siècle.

## Description
La nef se termine par une abside semi-circulaire, encadrée de deux bas-côtés et voûtée en berceau brisé. Deux grandes arcades, soutenues par des piliers, ont été ouvertes dans les murs de la nef. Des chapelles latérales, voûtées d'ogives et ornées de chapiteaux sculptés, ont été ajoutées.

## Protection
L'église est inscrite au titre des monuments historiques par arrêté du 25 septembre 1980.